# Gouvernement Andréas Papandréou III
Pour les articles homonymes, voir gouvernement Papandréou.
IIIe République hellénique
K. Mitsotákis Simítis I
Le gouvernement Andréas Papandréou III (en grec moderne : Κυβέρνηση Ανδρέα Παπανδρέου 1993) est le gouvernement de la République hellénique entre le 13 octobre 1993 et le 22 janvier 1996, sous la VIIIe législature du Parlement.
Il est dirigé par le socialiste Andréas Papandréou, à nouveau vainqueur des élections législatives à la majorité absolue. Il succède au gouvernement du conservateur Konstantínos Mitsotákis et cède le pouvoir au premier gouvernement de Konstantínos Simítis, désigné à la suite de la démission de Papandréou.

## Historique
Dirigé par l'ancien Premier ministre socialiste Andréas Papandréou, fils de l'ancien chef de l'exécutif Geórgios Papandréou, ce gouvernement est constitué et soutenu par le Mouvement socialiste panhellénique (PASOK). Seul, il dispose de 170 députés sur 300, soit 56,7 % des sièges du Parlement.
Il est formé à la suite des élections législatives anticipées du 10 octobre 1993.
Il succède donc au gouvernement du conservateur Konstantínos Mitsotákis, constitué par la seule Nouvelle Démocratie (ND).

### Formation
Au cours du scrutin, le PASOK totalise 46,9 % des voix, soit une hausse de huit points par rapport au scrutin précédent, et remporte une solide majorité absolue. Il devance nettement la ND, qui perd plus de sept points et totalise 39,3 % des voix. Seul le Parti communiste de Grèce (KKE) remporte des sièges à la gauche du PASOK, le Synaspismós (SYN) se trouvant exclu de l'assemblée, tandis que le Printemps politique (POLAN) devient le premier parti à entrer au Parlement à la droite de la ND depuis 1977.
Papandréou et son équipe de 19 ministres, sont assermentés au palais présidentiel d'Athènes par le président de la République Konstantínos Karamanlís le 13 octobre, trois jours après le scrutin.
Le 8 mars 1995, l'ancien ministre Konstantínos Stephanópoulos est élu chef de l'État au troisième tour de scrutin par 181 voix favorables, soit une de plus que la majorité requise. Proposé par le POLAN, il avait reçu par la suite le soutien du PASOK après que Papandréou avait renoncé à briguer la présidence de la République. Bien qu'il soit originellement issu de la ND, Stephanópoulos ne bénéficie pas du soutien de son ancienne formation.

### Succession
À partir du 20 novembre suivant, le Premier ministre est hospitalisé à Athènes pour une insuffisance cardique et rénale. Le ministre de l'Intérieur Ákis Tsochatzópoulos exerce alors la direction par intérim du gouvernement, de manière informelle. Il finit par remettre sa démission et le 18 janvier 1996, l'ancien ministre de l'Industrie Konstantínos Simítis, chef de file des rénovateurs du PASOK, est désigné par le groupe parlementaire pour succéder à Papandréou au détriment de Tsochatzópoulos,. Il constitue son premier gouvernement quatre jours plus tard.

## Composition

### Initiale (13 octobre 1993)
| Fonction                                                                                       | Titulaire | Titulaire                                                                           | Parti |
| ---------------------------------------------------------------------------------------------- | --------- | ----------------------------------------------------------------------------------- | ----- |
| Premier ministre                                                                               |           | Andréas Papandréou                                                                  | PASOK |
| Ministre de la Présidence du gouvernement                                                      |           | Anastásios Peponís                                                                  | PASOK |
| Ministre de la Défense nationale                                                               |           | Gerásimos Arsénis                                                                   | PASOK |
| Ministre des Affaires étrangères                                                               |           | Károlos Papoúlias                                                                   | PASOK |
| Ministre de l'Intérieur                                                                        |           | Ákis Tsochatzópoulos                                                                | PASOK |
| Ministre de l'Économie nationale et des Finances Ministre de l'Économie nationale (25/02/1994) |           | Geórgios Gennimatás (mort le 25/04/1994) Giánnos Papantoníou (nommé le 06/05/1994)  | PASOK |
| Ministre des Finances (25/02/1994)                                                             |           | Alékos Papadópoulos                                                                 | PASOK |
| Ministre de l'Agriculture                                                                      |           | Geórgios Moraítis                                                                   | PASOK |
| Ministre du Travail                                                                            |           | Evángelos Giannópoulos                                                              | PASOK |
| Ministre de la Santé, du Bien-être et de la Sécurité sociale                                   |           | Dimítrios Kremastinós                                                               | PASOK |
| Ministre de la Justice                                                                         |           | Geórgios Kouvelákis                                                                 | PASOK |
| Ministre de l'Éducation nationale et des Religions                                             |           | Dimítris Phatoúros                                                                  | PASOK |
| Ministre de la Culture                                                                         |           | Melína Merkoúri (morte le 06/03/1994) Athanásios Mikroútsikos (nommé le 16/03/1994) | PASOK |
| Ministre de la Marine marchande                                                                |           | Geórgios Katsipháras                                                                | PASOK |
| Ministre de l'Ordre public                                                                     |           | Stélios Papathemelís                                                                | PASOK |
| Ministre de la Macédoine-Thrace                                                                |           | Konstantínos Triarídis                                                              | PASOK |
| Ministre de la Mer Égée                                                                        |           | Konstantínos Skandalídis                                                            | PASOK |
| Ministre de l'Environnement, de l'Aménagement du territoire, des Travaux publics               |           | Kóstas Laliótis                                                                     | PASOK |
| Ministre de l'Industrie, de l'Énergie et de la Technologie Ministre du Commerce                |           | Konstantínos Simítis                                                                | PASOK |
| Ministre des Transports et des Communications                                                  |           | Ióannis Karalámpous                                                                 | PASOK |
| Ministre du Tourisme                                                                           |           | Dionysios Livanós (à partir du 22/11/1993)                                          | PASOK |

### Remaniement du 8 juillet 1994
- Les nouveaux ministres sont indiqués en gras, ceux ayant changé d'attributions en italique.

| Fonction                                                                           | Titulaire | Titulaire                                                    | Parti |
| ---------------------------------------------------------------------------------- | --------- | ------------------------------------------------------------ | ----- |
| Premier ministre                                                                   |           | Andréas Papandréou                                           | PASOK |
| Ministre de la Présidence du gouvernement                                          |           | Anastásios Peponís (jusqu'au 28/12/1994) Giánnis Pottákis    | PASOK |
| Ministre de la Défense nationale                                                   |           | Gerásimos Arsénis                                            | PASOK |
| Ministre des Affaires étrangères                                                   |           | Károlos Papoúlias                                            | PASOK |
| Ministre de l'Intérieur                                                            |           | Konstantínos Skandalídis                                     | PASOK |
| Ministre de l'Économie nationale                                                   |           | Giánnos Papantoníou                                          | PASOK |
| Ministre des Finances                                                              |           | Alékos Papadópoulos                                          | PASOK |
| Ministre de l'Agriculture                                                          |           | Geórgios Moraítis                                            | PASOK |
| Ministre du Travail                                                                |           | Giánnis Skoumlaríkis                                         | PASOK |
| Ministre de la Santé, du Bien-être et de la Sécurité sociale                       |           | Dimítrios Kremastinós                                        | PASOK |
| Ministre de la Justice                                                             |           | Geórgios Kouvelákis (jusqu'au 10/02/1995) Anastásios Peponís | PASOK |
| Ministre de l'Éducation nationale et des Religions                                 |           | Giórgos Papandréou                                           | PASOK |
| Ministre de la Culture                                                             |           | Athanásios Mikroútsikos                                      | PASOK |
| Ministre de la Marine marchande                                                    |           | Geórgios Katsipháras                                         | PASOK |
| Ministre de l'Ordre public                                                         |           | Stélios Papathemelís (jusqu'au 04/05/1995) Iosíph Valyrákis  | PASOK |
| Ministre de la Macédoine-Thrace                                                    |           | Konstantínos Triarídis                                       | PASOK |
| Ministre de la Mer Égée                                                            |           | Antónios Kotsakás                                            | PASOK |
| Ministre de l'Environnement, de l'Aménagement du territoire et des Travaux publics |           | Kóstas Laliótis                                              | PASOK |
| Ministre de l'Industrie, de l'Énergie et de la Technologie Ministre du Commerce    |           | Konstantínos Simítis                                         | PASOK |
| Ministre des Transports et des Communications                                      |           | Theódoros Pángalos (jusqu'au 15/09/1994) Athanásios Tsoúras  | PASOK |
| Ministre du Tourisme                                                               |           | Dionysios Livanós (jusqu'au 23/06/1995) Nikólaos Siphounákis | PASOK |
| Ministre de la Presse et des Médias                                                |           | Evángelos Venizélos                                          | PASOK |

### Remaniement du 15 septembre 1995
- Les nouveaux ministres sont indiqués en gras, ceux ayant changé d'attributions en italique.

| Fonction                                                                           | Titulaire | Titulaire               | Parti |
| ---------------------------------------------------------------------------------- | --------- | ----------------------- | ----- |
| Premier ministre                                                                   |           | Andréas Papandréou      | PASOK |
| Ministre de la Défense nationale                                                   |           | Gerásimos Arsénis       | PASOK |
| Ministre des Affaires étrangères                                                   |           | Károlos Papoúlias       | PASOK |
| Ministre de l'Intérieur, de l'Administration publique et de la Décentralisation    |           | Ákis Tsochatzópoulos    | PASOK |
| Ministre de l'Économie nationale                                                   |           | Giánnos Papantoníou     | PASOK |
| Ministre des Finances                                                              |           | Alékos Papadópoulos     | PASOK |
| Ministre de l'Agriculture                                                          |           | Theódoros Státhis       | PASOK |
| Ministre du Travail et de la Sécurité sociale                                      |           | Stéphanos Tzoumákas     | PASOK |
| Ministre de la Santé et du Bien-être                                               |           | Dimítrios Kremastinós   | PASOK |
| Ministre de la Justice                                                             |           | Giánnis Pottákis        | PASOK |
| Ministre de l'Éducation nationale et des Religions                                 |           | Giórgos Papandréou      | PASOK |
| Ministre de la Culture                                                             |           | Athanásios Mikroútsikos | PASOK |
| Ministre de la Marine marchande                                                    |           | Geórgios Katsipháras    | PASOK |
| Ministre de l'Ordre public                                                         |           | Iosíph Valyrákis        | PASOK |
| Ministre de la Macédoine-Thrace                                                    |           | Konstantínos Triarídis  | PASOK |
| Ministre de la Mer Égée                                                            |           | Antónios Kotsakás       | PASOK |
| Ministre de l'Environnement, de l'Aménagement du territoire et des Travaux publics |           | Kóstas Laliótis         | PASOK |
| Ministre de l'Industrie, de l'Énergie et de la Technologie                         |           | Anastásios Peponís      | PASOK |
| Ministre du Commerce                                                               |           | Nikólaos Akritídis      | PASOK |
| Ministre des Transports et des Communications                                      |           | Evángelos Venizélos     | PASOK |
| Ministre du Tourisme                                                               |           | Nikólaos Siphounákis    | PASOK |
| Ministre de la Presse et des Médias                                                |           | Tilémakos Kytíris       | PASOK |
| Ministre d'État                                                                    |           | Antónis Livánis         | PASOK |